# Karlheinz Pflipsen
Karlheinz Pflipsen est un footballeur allemand né le 31 octobre 1970 à Mönchengladbach.
Il compte une sélection en équipe nationale d'Allemagne.

## Carrière
- 1989-1999 : Borussia Mönchengladbach  Allemagne
- 1999-2001 : Panathinaïkos  Grèce
- 2001-2004 : Aix-la-Chapelle  Allemagne
- 2004-2005 : TSV Munich 1860  Allemagne